# Wallfahrtskirche Maria Freienstein

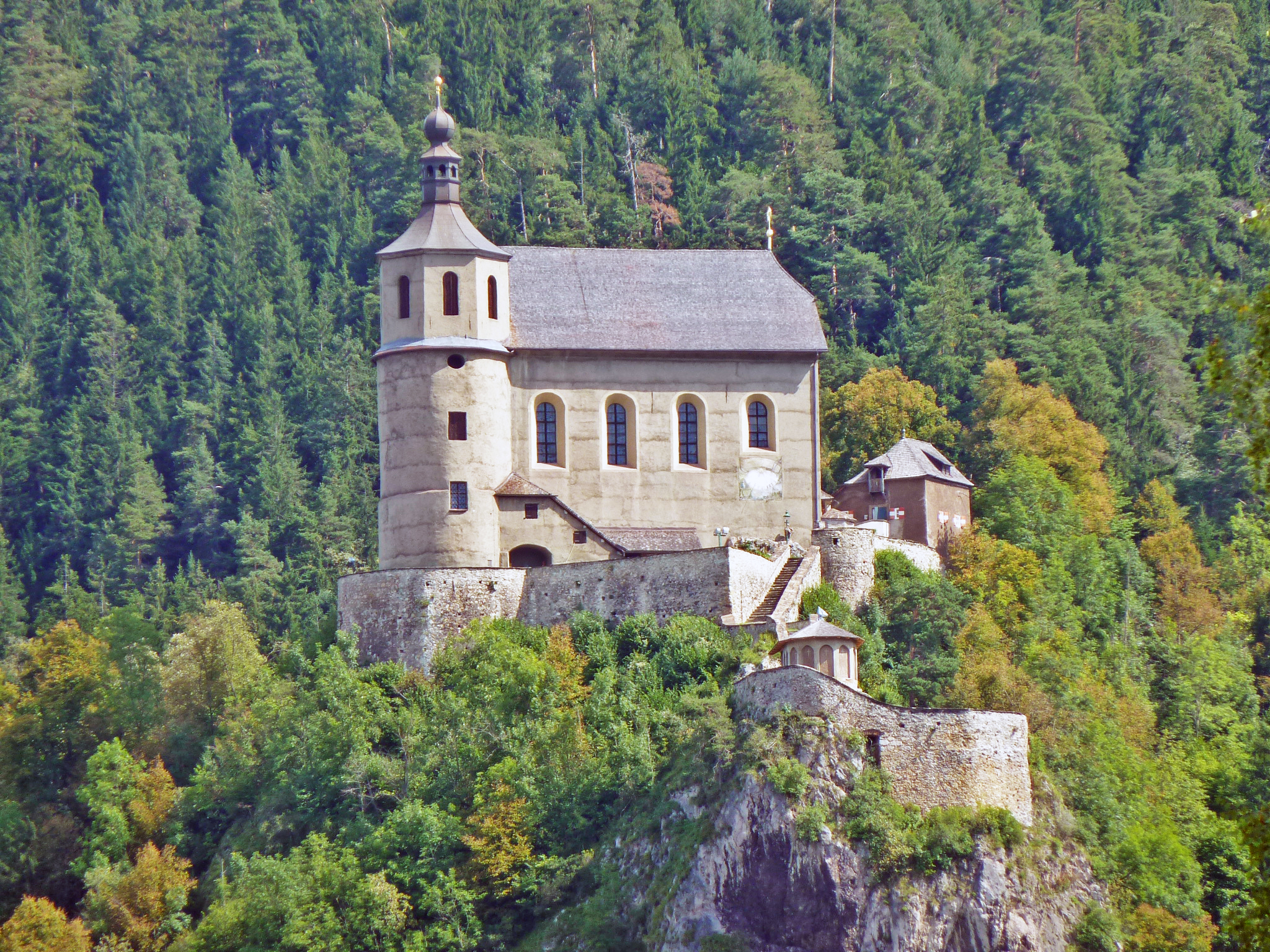
Wallfahrtskirche Maria Freienstein

Die Wallfahrtskirche Maria Sieben Schmerzen auf  Freienstein ist eine römisch-katholische Wallfahrtskirche. Sie steht ungefähr hundert Meter oberhalb des Ortes Sankt Peter-Freienstein auf einem schmalen Felsplateau, genau dort, wo sich im späten Mittelalter die Burg Leoben befunden hat. Die Kirche wurde auf den Ruinen der ehemaligen landesfürstlichen Burg gebaut.

## Geschichte

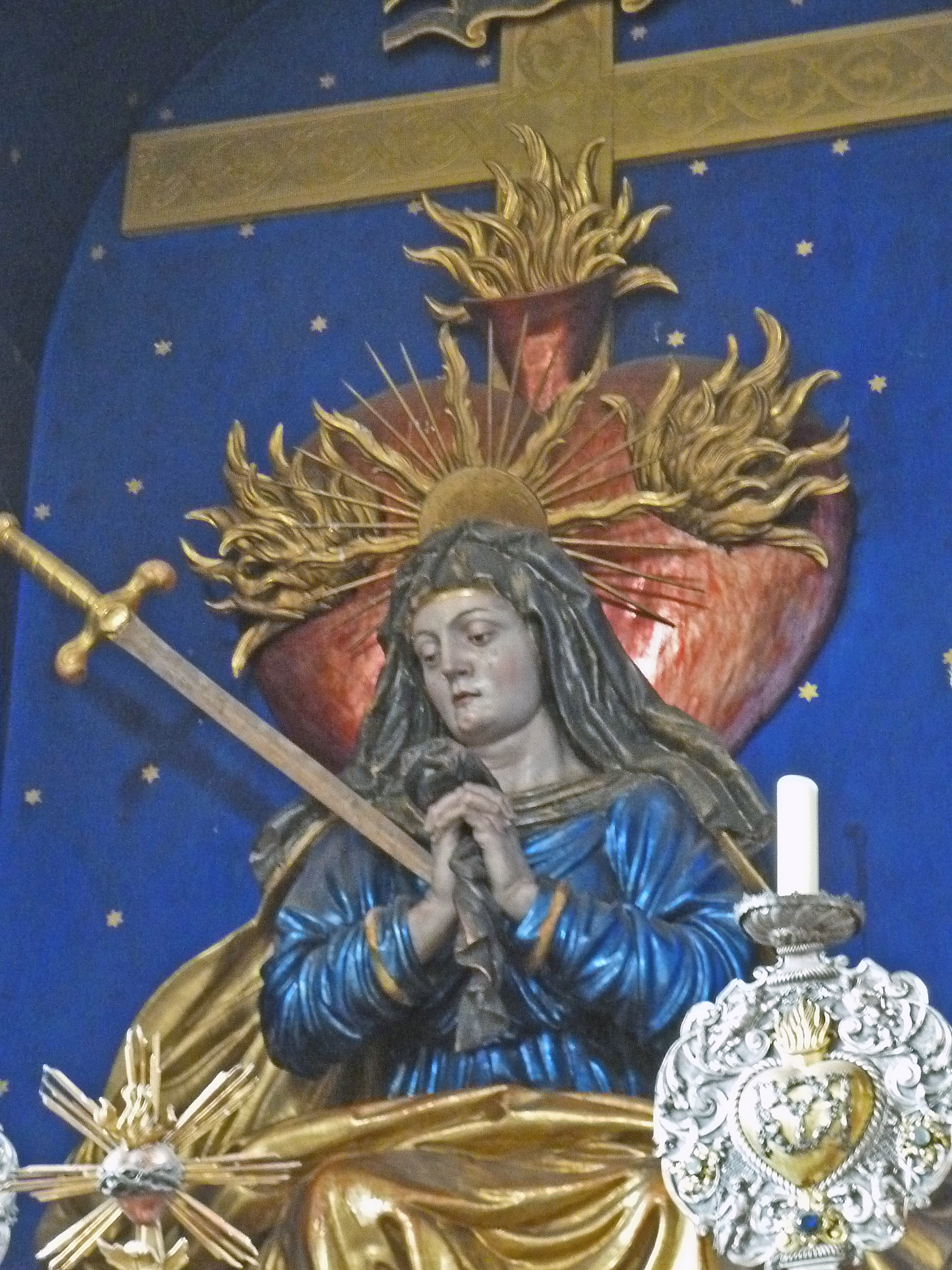
Altarbild Maria Sieben Schmerzen

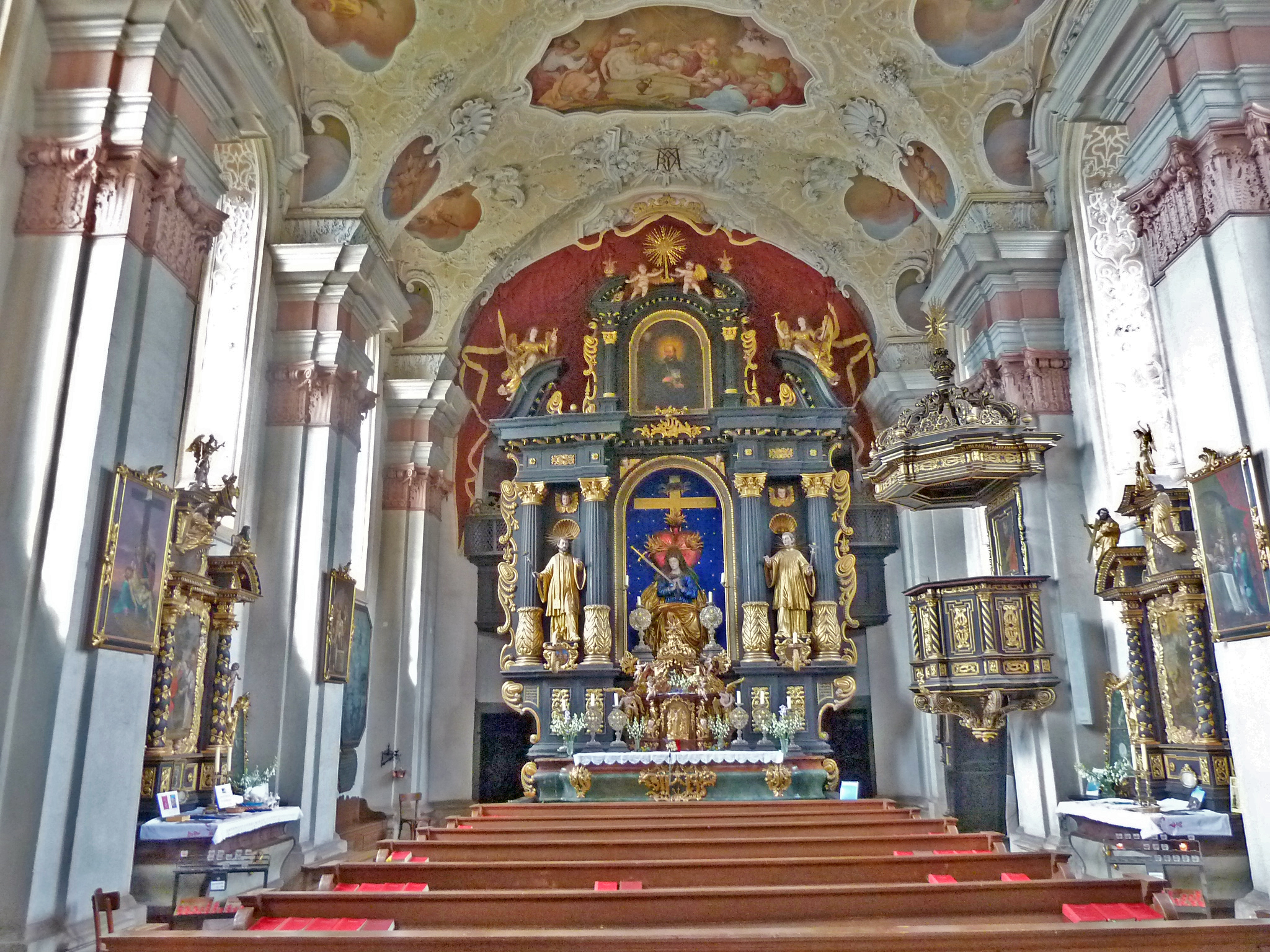
Altarraum Maria Freienstein

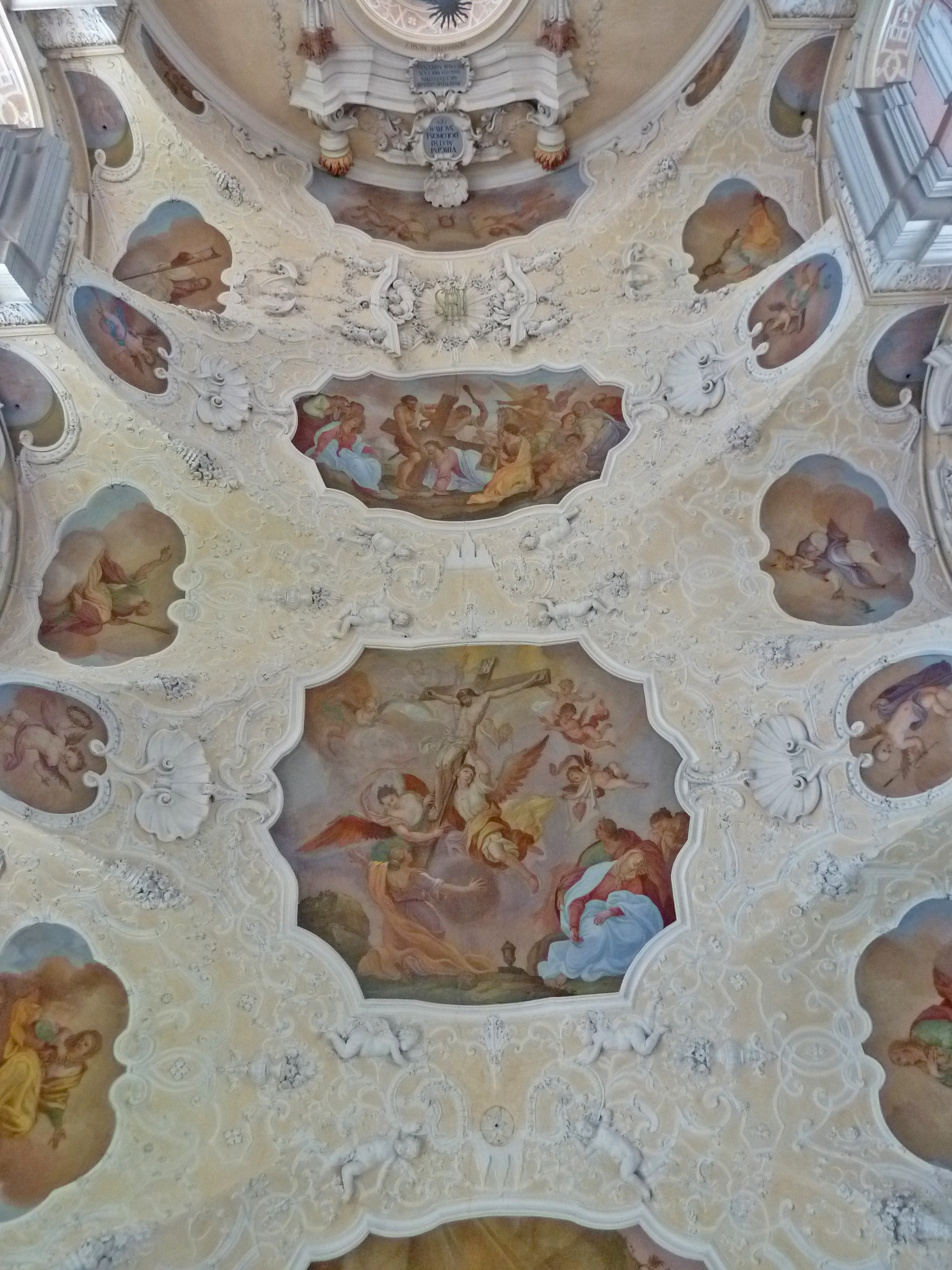
Stuckdecke Kirche Maria Freienstein

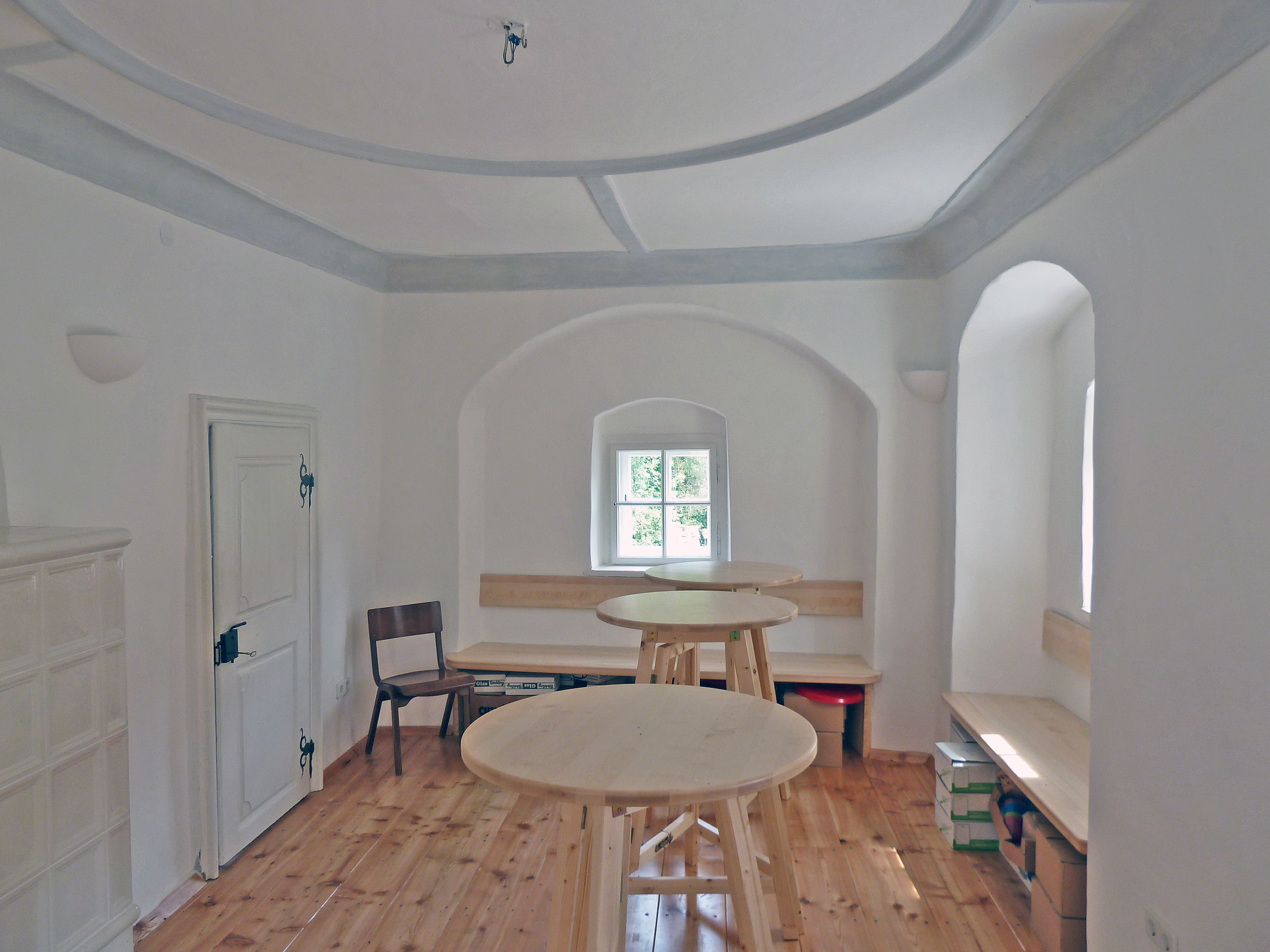
Zimmer im Priesterstöckl (Torgebäude)

Nach der Übernahme Karantaniens durch die Bayern bzw. die Franken befand sich das Verwaltungszentrum der Grafschaft „Liupina“ (Leoben) im sogenannten Steinhaus (heute Sankt Peter-Freienstein, Traidersbergstraße 2), wo später etwa von 1188 bis 1848 der Sitz des Urbaramtes und des Landgerichtes war. Die Burg diente als Schutz und als Fliehburg für das Landgerichtshaus. Burg und Herrschaft wurde in der Folge vom Landesfürsten an ständig wechselnde adelige Dienstleute als Lehen vergeben. Ende des 14. Jahrhunderts übergab der Herzog die Burg ritterlichen Dienstleuten, so auch den Idungspeugern. Diese besaßen auch eine weitere Burg mit dem Namen Freienstein in Niederösterreich und nannten die Burg Leoben ebenfalls Freienstein. Der Name Leoben wurde immer mehr nur für die landesfürstliche Stadt Leoben verwendet und kaum mehr für das ganze Tal (heute Vordernbergertal), wie das vorher der Fall war. Im Lauf der Jahrzehnte verlor die Burg an Bedeutung und wurde stark baufällig.
Im Jahre 1652 erwarben die Leobner Jesuiten Schloss und Herrschaft und erreichten vom Erzbischof in Salzburg die Genehmigung die Burg in eine Muttergotteskirche umzubauen, was in den Jahren 1661 bis 1663 geschehen ist. Die Einweihung erfolgte 1718. Nach der vorübergehenden Aufhebung des Jesuitenordens im Jahre 1773 kam die Herrschaft Freienstein an den Staat und in der Folge von diesem an private Eigentümer.

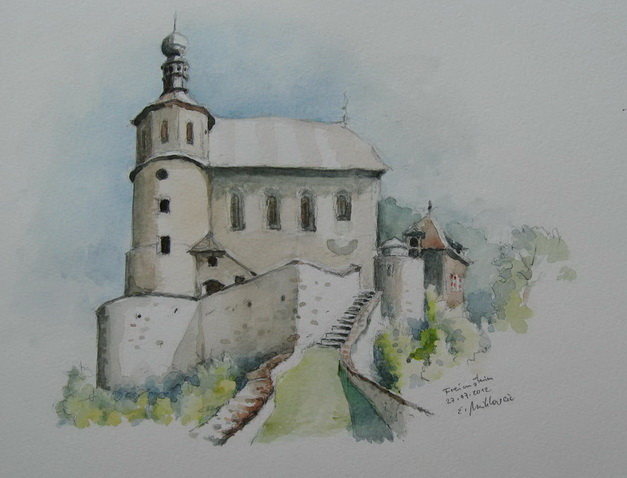
Aquarell Maria Freienstein

 In den 1930er und 1940er Jahren nutzte der Schriftsteller Gustav Hackl, der gleichzeitig Werksarzt des Stahlwerkes Donawitz war, die Zimmer oberhalb des Torgebäudes als sein Dichterstüberl. Die Wallfahrtskirche Maria Sieben Schmerzen auf Freienstein kam als Filialkirche zur Pfarre St. Peter-Freienstein und gehört jetzt zum Seelsorgeraum an der Eisenstraße. Sie wird vor allem zu den Marienfeiertagen und bei den Wallfahrten besucht.

## Kirchengebäude
Die zwischen 1661 und 1663 erbaute Kirche ist einschiffig und vierjochig. Von der ehemaligen Wehrburg stammen der mächtige Rundturm und das Torgebäude, das sogenannte Priesterstöckl. Dieses besteht aus zwei Zimmern. Der Zugang zur Kirchenanlage, an der man noch heute den alten Wehrcharakter erkennen kann, erfolgt über eine Brücke. Am zweigeschoßigen Torgebäude sind Schießscharten angebracht. Der Kirchhof erstreckt sich auf zwei Felsplateaus und ist von einer Ringmauer umgeben. Seit dem Jahr 2008 wird die Kirche renoviert.
Die Innenrenovierung wurde mit der Weihe eines neuen Volksaltars am 10. Mai 2015 abgeschlossen.
Die Altäre und die Kanzel sind im sogenannten Jesuitenstil gehalten, das heißt, dass das Holz schwarz und die Verzierungen und Statuen golden sind.